# Cepheia
Cepheia Simon, 1894 è un genere di ragni appartenente alla famiglia Synaphridae.

## Etimologia
Non è chiara l'etimologia di questo genere.

## Caratteristiche
Sono ragni di dimensioni medio-grandi; per le caratteristiche più generiche vedi la voce della famiglia Synaphridae.

### Maschi
Si distinguono dagli altri sinafridi per il cefalotorace arrotondato, più lungo che largo, con l'area clipeale che si protende in vista dorsale; pedipalpi enormi, in vista laterale veramente larghi, compressi, dal cymbium lungo e stretto e con l'organo tarsale distale di forma piatta e un'apofisi tegolare dorsale punteggiata.

#### Filiere
Peculiarità delle filiere maschili è quella di avere due fusuli della ghiandola della seta aciniforme sulle filiere posteriori mediane; nella sede del segmento distale delle filiere posteriori laterali viene prodotta seta probabilmente chemiosensoriale.

### Femmine
Si differenziano dalle altre sinafridi per i dotti copulatori, strutture dell'epigino, inizialmente avvolti posteriormente in una sola spira poi, intorno alla spermateca, in altre 4 spire. Inoltre l'epigino è leggermente sclerotizzato con una depressione mediale da cui fuoriescono i dotti copulatori.

#### Filiere
Peculiarità delle filiere femminili è quella di avere un fusulo della ghiandola della seta cilindrica sulle filiere posteriori mediane; nella sede del segmento distale delle filiere posteriori laterali viene prodotta seta probabilmente chemiosensoriale.

## Distribuzione
Il genere è tipico della regione mediterranea: rinvenuto nella Francia meridionale, nell'Italia settentrionale, nella Spagna meridionale, nelle regioni meridionali dell'Austria e del Portogallo; ritrovata, infine, anche nelle isole Baleari.

## Tassonomia
La specie di riferimento per la prima classificazione di questo genere fu la Theonoe longiseta (Simon, 1881); dallo stesso autore fu denominata 13 anni dopo come Cepheia, Simon 1894 e attribuita alla famiglia Theridiidae; da uno studio degli aracnologi Levi & Levi del 1962 l'intero genere venne trasferito alla famiglia Symphytognathidae.
Dall'aracnologo Brignoli non fu considerato un sinonimo tardivo del genere Melos O. P.-Cambridge, 1899, ma venne descritto come un theridiide non ancora ben identificato.
Nel 1977 fu provvisoriamente assegnato ai Mysmenidae da uno studio di Forster & Platnick; infine, nel 2003 Marusik e Lehtinen hanno assurto le caratteristiche principali di questo genere al rango di famiglia (Synaphridae) ed è stato qui definitivamente collocato.
Questo genere è monotipico.
Attualmente, a dicembre 2012, si compone di 1 specie:
- Cepheia longiseta (SIMON, 1881)[3] - Europa meridionale